# Afrobarbadians
Els afrobarbadians o barbadians negres són els barbadians que tenen avantpassats africans. També són anomenats simplement negres o africans. El que conforma la seva identitat és més els seus orígens que no pas el color físic de la seva pell. Segons el cens del 2012, el 80% dels barbadians són negres i el 16% són mulats, mentre que només el 4% de la població és d'origen europeu.

## Orígens
La majoria dels esclaus que foren portats a l'actual Barbados provenien del Golf de Biafra (uns 62.000), la Costa de l'Or (uns 59.000) i del Golf de Benin (més de 45.000). Segons l'historiador Karl Watson, la majoria dels esclaus que es van importar a Barbados foren akans, aixanti i fantes de Ghana. També hi va haver esclaus ewes i fons del Golf de Benin. També hi hagueren molts esclaus importats de l'actual Nigèria, de la zona del Golf de Biafra, sobretot iorubes, efiks, ibibios i igbos.
Hi va haver altres esclaus que procedien de Senegàmbia (més de 14.000), de Costa d'Ivori (més de 13.000), Sierra Leone (més de 9.000) i de l'Àfrica central (més de 29.000, la majoria bakongo) i d'altres grups ètnics com els papayes.
De totes maneres, la procedència dels esclaus importats a l'actual Barbados era molt variada i no es pot detectar tots els grups ètnics als que hi pertanyien. La Royal African Company de Barbados tenia la seva pròpia llista de preferència dels grups humans que preferien com a esclaus. Així, consideraven que els esclaus papayes eren millors que els de la Costa de l'Or per a treballar. També afirmaven que els igbos i altres esclaus de l'actual Sierra Leone i Gàmbia eren bons plantadors. Els esclaus de Gàmbia només servien per al treball domèstic i ramader. Els esclaus del golf de Guinea i d'Angola eren considerats inferiors i eren difícils de vendre.

## Història
A la dècada del 1640 es va començar a cultivar el sucre de canya després que Pieter Blower la va introduir el 1637. El rom es va començar a produir el 1642 i el sucre era l'element principal de l'economia de les Barbados. Com que es va convertir en la principal font de riquesa, Barbados fou dividida en diversos grans estats de plantacions que van reemplaçar les petites propietats dels colonitzadors anglesos pioners i els rics hisendats van expulsar els pobres de les seves terres. Alguns dels agricultors desplaçats es van emigrar a les colònies angleses de l'Amèrica del Nord, sobretot a Carolina del Sud. Es van importar esclaus per a treballar a les plantacions, sobretot de l'Àfrica Occidental. El sucre de canya va impulsar el creixement econòmic de Barbados i aquest va estar en el cim d'aquesta indústria fins al 1720.
Roberts (2006) mostra que els esclaus que no passaven la majoria del seu temps cultivant i processant sucre de canya, si no que també treballaven en altres activitats com en la de fertilitzar el sòl, mantenir les infraestructures de la plantació i cultivant productes alimentaris de subsistència, entre altres tasques.
El 1644 s'estimava que la població de Barbados era d'uns 30.000 habitants, dels quals 800 eren afrodescendents. El 1660 ja hi havia paritat entre els afrodescendents i els europeus (27.000 dels primers contra 26.000 dels segons). El 1700 ja hi havia 50.000 esclaus afrodescendents i només 15.000 homes lliures al país.
Degut a la implementació del Codi Esclavista de Barbados, que va fer legal el tractament diferencial entre els africans i els treballadors blancs i els amos de les plantacions, l'illa va esdevenir poc atractiva per als europeus pobres (redlegs). Es van fer diversos codis esclavistes el 1661, 1676, 1682 i 1688 que van tenir com a resposta la planificació, tot i que no execució, de moltes revoltes dels esclaus. Els amos de les plantacions van augmentar la importació dels esclaus africans en aquesta època.
El 1660, Barbados va generar més comerç d'esclaus que totes les altres colònies angleses juntes, cosa que va durar fins que Jamaica la va superar el 1713. S'ha estimat que el valor de la colònia de Barbados el 1730 era de 5.500.000 Lliures esterlines.
Des dels inicis del segle xviii la majoria dels afrobarbadians havien nascut ja a l'illa, cosa que va facilitar la creació d'una identitat barbadiana des d'aquesta època. A més a més, tal com va passar entre els blancs, hi havia un percentatge de població femenina molt més gran que de població masculina, a diferència de les altres illes caribenyes. Això va facilitar la reproducció de la població afrodescendent durant la segona meitat del segle xviii, sense haver de procurar noves importacions d'esclaus africans. A més a més el creixement vegetatiu era positiu, hi havia una natalitat major que la mortalitat. De totes maneres, durant aquest segle i a principis del segle xix es van continuar important alguns esclaus africans a Barbados. A partir de la dècada del 1750 augmentaven el nombre d'amos de les plantacions absents que vivien a la Gran Bretanya.
S'ha estimat que entre el 1627 i el 1807 es va importar a Barbados 387.000 esclaus africans. A més a més, des d'aquesta illa es van reexportar esclaus cap a altres llocs d'Amèrica del Nord, del Carib i a la Capitania General de Veneçuela. La Royal African Company va establir oficines a Jamaica i Barbados; des del primer país es van exportar esclaus a Mèxic i des del segon a Veneçuela. El comerç d'esclaus es va aturar el 1807 i els esclaus foren emancipats el 1834. D'altra banda, fou a aquesta segona data quan els afrodescendents van començar a ser europeïtzats, ja que fins en aquell moment mantenien la cultura africana. Posteriorment, el 1843 fou elegit el primer afrodescendent diputat del parlament, Samuel Jackman Prescod.

## Demografia
Segons el cens del 2012, el 96% de la població de Barbados és afrobarbadiana. D'aquests, el 80% són negres i el 16% són mulats.

## Cultura barbadiana i el llegat africà
La cultura barbadiana és una barreja d'elements africans i europeus i una petita influència dels pobles indígenes de l'illa que són poc coneguts.
La cultura barbadiana és sincrètica i la seva música gaudeix de fonts mixtes africanes i britàniques amb alguns elements d'origen indígena. La tensió entre la cultura britànica i africana és el principal element de la cultura barbadiana que ha inclòs tant la prohibició d'algunes pràctiques africanes com paròdies fetes pels barbadians negres de les tradicions britàniques. Els estils musicals més destacats del país són el calipso, l'spouge (estil local que és una fusió de l'ska jamaicà amb el calipso). A més a més també hi ha músics que practiquen el jazz, el reggae, la soca i el tuk, que també són estils musicals populars en el país. El festival de música més famós és el Festival Crop Over, que dura cinc setmanes i que té el punt culminant a la primera setmana d'agost, amb el Grand Kadooment, que és un dia festiu a Barbados. El Festival de Jazz de Barbados se celebra el mes de gener i a mitjans de febrer hi ha el Festival Barbados Holetown, que celebra l'arribada dels primers colons anglesos a l'illa. La cantant més popular afrobarbadiana és Rihanna, que ha estat declarada ambaixadora del turisme del seu país.
La cuina barbadiana també compta amb influències britàniques, africanes i índies. Els menjars nacionals de Barbados són el Cou-Cou i el Peix Volador.

## Llengua
La llengua principal dels barbadians és el bajan, tot i que també parlen anglès.

## Religió
La majoria dels afrobarbadians són cristians. La fe rastafariana també té adeptes que tot sovint reben tracte discriminatori a l'escola o als llocs de treball.
El 97,29% dels afrobarbadians són cristians (dels quals el 38% són evangèlics); d'aquests, el 34,3% són protestants, el 33,9% són anglicans, el 3% són catòlics, el 5,6% pertanyen a esglésies cristianes independents i el 23,2% són d'altres esglésies cristianes. El 2,41% es consideren no religiosos, el 0.2 pertanyen a altres religions i el 0,1% són musulmans.